# Tanneben
Die Tanneben (früher Thoneben) ist ein höhlenreicher Kalkstock zwischen Peggau und Semriach und gehört zum Mittelsteirischen Karst.
Die Nordbegrenzung bildet der Badlgraben, die Südbegrenzung der Mitterbach, die Westbegrenzung das Murtal und im Osten das Semriacher Becken. Die Haupterhebungen sind der Krienzerkogel (906 m ü. A.), der Hochglaserer (910 m ü. A.), der Möstlkogel (901 m ü. A.), der Scheiderkogel (824 m ü. A.), der Bloderkogel (816 m ü. A.), der Hochbrand (813 m ü. A.) und der Angerleitenkogel (714 m ü. A.). Das Plateau ist durch dicht bewaldete Hügel, flache Senken und zahlreichen Dolinen charakterisiert. Im Tannebenstock sind derzeit ca. 200 Höhlen bekannt. Die bekannteste ist die Lurgrotte, welche die Tanneben von Semriach nach Peggau auf einer Länge von ca. 5 km durchquert. Geologisch besteht die Tanneben aus einer Gesteinsabfolge von wasserstauenden Schiefern des Semriacher Beckens und Schöcklkalk sowie Dolomiten.
|  |  |

## Quelle
- Festschrift Lurgrotte 1894–1994. Eigenverlag Landesverein für Höhlenkunde in der Steiermark, 1994.